# Wereldkampioenschappen worstelen
De wereldkampioenschappen worstelen zijn door de Fédération Internationale des Luttes Associées (FILA) en diens opvolger de United World Wrestling (UWW) georganiseerde kampioenschappen in het worstelen. 

## Historiek
De eerste editie, in Grieks-Romeinse stijl, vond plaats in 1904 te Wenen. In 1951 te Helsinki vonden de eerste 'freestyle' wereldkampioenschappen plaats en in 1987 te Lørenskog werden voor de eerste maal wereldkampioenschappen voor vrouwen georganiseerd. 

## Heren

### Grieks-Romeins
| Jaar | Editie | Locatie                      |
| ---- | ------ | ---------------------------- |
| 1904 | 1      | Wenen (Oostenrijk-Hongarije) |
| 1905 | 2      | Berlijn (Duitse Rijk)        |
| 1907 | 3      | Frankfurt (Duitse Rijk)      |
| 1908 | 4      | Wenen (Oostenrijk-Hongarije) |
| 1909 | 5      | Wenen (Oostenrijk-Hongarije) |
| 1910 | 6      | Dusseldorf (Duitse Rijk)     |
| 1911 | 7      | Helsinki (Rusland)           |
| 1913 | 8      | Breslau (Duitse Rijk)        |
|      |        |                              |
| 1920 | 9      | Wenen (Oostenrijk)           |
| 1921 | 10     | Helsinki (Finland)           |
| 1922 | 11     | Stockholm (Zweden)           |
|      |        |                              |
| 1950 | 12     | Stockholm (Zweden)           |
| 1953 | 13     | Napels (Italië)              |
| 1955 | 14     | Karlsruhe (BRD)              |
| 1958 | 15     | Boedapest (Hongarije)        |
| 1961 | 16     | Yokohama (Japan)             |
| 1962 | 17     | Toledo (Verenigde Staten)    |
| 1963 | 18     | Helsingborg (Zweden)         |
| 1965 | 19     | Tampere (Finland)            |
| 1966 | 20     | Toledo (Verenigde Staten)    |
| 1967 | 21     | Boekarest (Roemenië)         |
| 1969 | 22     | Mar del Plata (Argentinië)   |
| 1970 | 23     | Edmonton (Canada)            |
| 1971 | 24     | Sofia (Bulgarije)            |
| 1973 | 25     | Teheran (Iran)               |
| 1974 | 26     | Katowice (Polen)             |
| 1975 | 27     | Minsk (Sovjet-Unie)          |
| 1977 | 28     | Göteborg (Zweden)            |
| 1978 | 29     | Mexico (Mexico)              |
| 1979 | 30     | San Diego (Verenigde Staten) |
| 1981 | 31     | Oslo (Noorwegen)             |
| 1982 | 32     | Katowice (Polen)             |
| 1983 | 33     | Kiëv (Sovjet-Unië)           |

| Jaar | Editie | Locatie                      |
| ---- | ------ | ---------------------------- |
| 1985 | 34     | Kolbotn (Denemarken)         |
| 1986 | 35     | Boedapest (Hongarije)        |
| 1987 | 36     | Clermont-Ferrand (Frankrijk) |
| 1989 | 37     | Martigny (Zwitserland)       |
| 1990 | 38     | Rome (Italië)                |
| 1991 | 39     | Varna (Bulgarije)            |
| 1993 | 40     | Stockholm (Zweden)           |
| 1994 | 41     | Tampere (Finland)            |
| 1995 | 42     | Praag (Tsjechië)             |
| 1997 | 43     | Wrocław (Polen)              |
| 1998 | 44     | Gävle (Zweden)               |
| 1999 | 45     | Athene (Griekenland)         |
| 2001 | 46     | Patras (Griekenland)         |
| 2002 | 47     | Moskou (Rusland)             |
| 2003 | 48     | Créteil (Frankrijk)          |
| 2005 | 49     | Boedapest (Hongarije)        |
| 2006 | 50     | Guangzhou (China)            |
| 2007 | 51     | Bakoe (Azerbeidzjan)         |
| 2008 | 52     | Tokio (Japan)                |
| 2009 | 53     | Herning (Denemarken)         |
| 2010 | 54     | Moskou (Rusland)             |
| 2011 | 55     | Istanboel (Turkije)          |
| 2012 | 56     | Strathcona County (Canada)   |
| 2013 | 57     | Boedapest (Hongarije)        |
| 2014 | 58     | Tasjkent (Oezbekistan)       |
| 2015 | 59     | Las Vegas (Verenigde Staten) |
| 2016 | 60     | Boedapest (Hongarije)        |
| 2017 | 61     | Parijs (Frankrijk)           |
| 2018 | 62     | Boedapest (Hongarije)        |
| 2019 | 63     | Nur-Sultan (Kazachstan)      |
| 2021 | 64     | Oslo (Noorwegen)             |
| 2022 | 65     | Belgrado (Servië)            |

### Vrije stijl
| Jaar | Editie | Locatie                          |
| ---- | ------ | -------------------------------- |
| 1951 | 1      | Helsinki (Finland)               |
| 1954 | 2      | Tokio (Japan)                    |
| 1957 | 3      | Istanboel (Turkije)              |
| 1959 | 4      | Teheran (Iran)                   |
| 1961 | 5      | Yokohama (Japan)                 |
| 1962 | 6      | Toledo (Verenigde Staten)        |
| 1963 | 7      | Sofia (Bulgarije)                |
| 1965 | 8      | Manchester (Verenigd Koninkrijk) |
| 1966 | 9      | Toledo (Verenigde Staten)        |
| 1967 | 10     | New Delhi (India)                |
| 1969 | 11     | Mar del Plata (Argentinië)       |
| 1970 | 12     | Edmonton (Canada)                |
| 1971 | 13     | Sofia (Bulgarije)                |
| 1973 | 14     | Teheran (Iran)                   |
| 1974 | 15     | Istanboel (Turkije)              |
| 1975 | 16     | Minsk (Sovjet-Unie)              |
| 1977 | 17     | Lausanne (Zwitserland)           |
| 1978 | 18     | Mexico (Mexico)                  |
| 1979 | 19     | San Diego (Verenigde Staten)     |
| 1981 | 20     | Skopje (Joegoslavië)             |
| 1982 | 21     | Edmonton (Canada)                |
| 1983 | 22     | Kiëv (Sovjet-Unië])              |
| 1985 | 23     | Boedapest (Hongarije)            |
| 1986 | 24     | Boedapest (Hongarije)            |
| 1987 | 25     | Clermont-Ferrand (Frankrijk)     |
| 1989 | 26     | Martigny (Zwitserland)           |
| 1990 | 27     | Tokio (Japan)                    |

| Jaar | Editie | Locatie                      |
| ---- | ------ | ---------------------------- |
| 1991 | 28     | Varna (Bulgarije)            |
| 1993 | 29     | Toronto (Canada)             |
| 1994 | 30     | Istanboel (Turkije)          |
| 1995 | 31     | Atlanta (Verenigde Staten)   |
| 1997 | 32     | Krasnojarsk (Rusland)        |
| 1998 | 33     | Teheran (Iran)               |
| 1999 | 34     | Ankara (Turkije)             |
| 2001 | 35     | Sofia (Bulgarije)            |
| 2002 | 36     | Teheran (Iran)               |
| 2003 | 37     | New York (Verenigde Staten)  |
| 2005 | 38     | Boedapest (Hongarije)        |
| 2006 | 39     | Guangzhou (China)            |
| 2007 | 40     | Bakoe (Azerbeidzjan)         |
| 2008 | 41     | Tokio (Japan)                |
| 2009 | 42     | Herning (Denemarken)         |
| 2010 | 43     | Moskou (Rusland)             |
| 2011 | 44     | Istanboel (Turkije)          |
| 2012 | 45     | Strathcona County (Canada)   |
| 2013 | 46     | Boedapest (Hongarije)        |
| 2014 | 47     | Tasjkent (Oezbekistan)       |
| 2015 | 48     | Las Vegas (Verenigde Staten) |
| 2016 | 49     | Boedapest (Hongarije)        |
| 2017 | 50     | Parijs (Frankrijk)           |
| 2018 | 51     | Boedapest (Hongarije)        |
| 2019 | 52     | Nur-Sultan (Kazachstan)      |
| 2021 | 53     | Oslo (Noorwegen)             |
| 2022 | 54     | Belgrado (Servië)            |

## Dames
| Jaar | Editie | Locatie                      |
| ---- | ------ | ---------------------------- |
| 1987 | 1      | Lørenskog (Noorwegen)        |
| 1989 | 2      | Martigny (Zwitserland)       |
| 1990 | 3      | Luleå (Zweden)               |
| 1991 | 4      | Tokio (Japan)                |
| 1992 | 5      | Villeurbanne (Frankrijk)     |
| 1993 | 6      | Stavern (Noorwegen)          |
| 1994 | 7      | Sofia (Bulgarije)            |
| 1995 | 8      | Moskou (Rusland)             |
| 1996 | 9      | Sofia (Bulgarije)            |
| 1997 | 10     | Clermont-Ferrand (Frankrijk) |
| 1998 | 11     | Poznań (Polen)               |
| 1999 | 12     | Boden (Zweden)               |
| 2000 | 13     | Sofia (Bulgarije)            |
| 2001 | 14     | Sofia (Bulgarije)            |
| 2002 | 15     | Chalkida (Griekenland)       |
| 2003 | 16     | New York (Verenigde Staten)  |
| 2005 | 17     | Boedapest (Hongarije)        |

| Jaar | Editie | Locatie                      |
| ---- | ------ | ---------------------------- |
| 2006 | 18     | Guangzhou (China)            |
| 2007 | 19     | Bakoe (Azerbeidzjan)         |
| 2008 | 20     | Tokio (Japan)                |
| 2009 | 21     | Herning (Denemarken)         |
| 2010 | 22     | Moskou (Rusland)             |
| 2011 | 23     | Istanboel (Turkije)          |
| 2012 | 24     | Strathcona County (Canada)   |
| 2013 | 25     | Boedapest (Hongarije)        |
| 2014 | 26     | Tasjkent (Oezbekistan)       |
| 2015 | 27     | Las Vegas (Verenigde Staten) |
| 2016 | 28     | Boedapest (Hongarije)        |
| 2017 | 29     | Parijs (Frankrijk)           |
| 2018 | 30     | Boedapest (Hongarije)        |
| 2019 | 31     | Nur-Sultan (Kazachstan)      |
| 2021 | 32     | Oslo (Noorwegen)             |
| 2022 | 33     | Belgrado (Servië)            |